# Anne-Marie Eklund Löwinder
Monika Ann-Mari (Anne-Marie) Eklund Löwinder (Amel) (Katarina, Estocolmo, 26 de septiembre de 1957) es una exdirectora sueca en el área de TI y exinvestigadora estatal. En varias ocasiones, ha sido descrita como experta en información y seguridad de TI en los medios de comunicación suecos.

## Biografía
Anne-Marie Eklund Löwinder se formó en ciencias de la computación en la Universidad de Estocolmo y tiene una licenciatura en esa materia. Ha trabajado como investigadora en la Oficina de Administración Pública y fue miembro de la secretaría de la cuarta Comisión de TI.
Entre los años 2001 y 2021, fue jefa de seguridad en la Fundación de Internet en Estocolmo. Ha sido miembro del consejo de administración de ISOC-SE, Council of European National Top Level Domain Registries (CENTR), el Instituto de Derecho Informático y la Swedish Network Users' Society.
En mayo de 2022 es miembro del consejo de administración del Instituto de Derecho Informático, la Agencia Sueca de Transporte, la Administración de Material de Defensa (FMV), la Agencia Tributaria Sueca y el registro del dominio superior irlandés
Entre 2010 y 2022, Eklund Löwinder fue una de las catorce personas en el mundo seleccionadas como "Representante de la Comunidad de Confianza" y "Oficial de Criptografía". Fue sucedida en 2022 por la investigadora de defensa y estratega de criptografía Pia Gruvö. Estas funciones implican tener llaves para uno de los dos centros de datos establecidos por ICANN en 2010, que mantienen la seguridad de identificación para el registro de direcciones de Internet DNS en la zona raíz de Internet según las especificaciones de DNSSEC (Extensiones de Seguridad del Sistema de Nombres de Dominio). El trabajo de Eklund Löwinder en ICANN fue retratado en el documental de 2016 "Nyckeln till internet", dirigido por Simon Klose.
Desde 2016, es miembro del Panel de Evaluación Técnica de Servicios de Registro (RSTEP).
En 2013, Eklund Löwinder se convirtió en la primera sueca en ser incluida en el Salón de la Fama de Internet. Recibió esta distinción con la motivación de que había tomado decisiones administrativas que contribuyeron a que Suecia fuera el primer país en instalar el sistema de seguridad DNSSEC para el dominio superior .se en 2005.Desde 2019, es miembro del Consejo de Digitalización del gobierno. En 2015, fue elegida miembro de la Real Academia de Ciencias de la Ingeniería, división XII, y en 2018 recibió la Medalla de Oro de IVA por sus significativas contribuciones a la seguridad de la infraestructura digital sueca y global.
En 2021, recibió el Premio a la Trayectoria de la Asociación Sueca de Datos con la motivación de que, durante una larga carrera profesional como experta en seguridad de TI, ha logrado un impacto decisivo en la importancia de la ciberseguridad en Suecia. A través de su conocimiento, ha contribuido a que las cuestiones de seguridad de TI se prioricen más. Eklund Löwinder también ha sido una impulsora en el desarrollo de un internet más seguro y ha dado a Suecia una voz fuerte en el trabajo internacional con estándares y prácticas.